# Ministère des Affaires étrangères (Haut-Karabagh)
Pour les articles homonymes, voir Ministère des Affaires étrangères.
Le ministère des Affaires étrangères (arménien : Արտաքին գործերի նախարարություն ; russe : Министерство иностранных дел) est un organe d'administration du Haut-Karabagh (république d'Artsakh).

## Identité visuelle

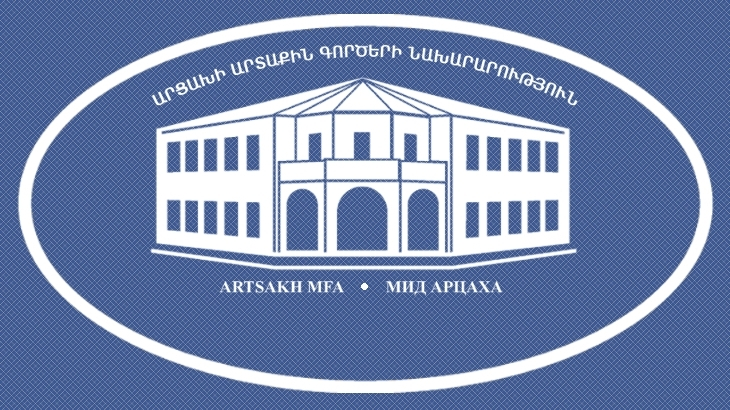
Logotype utilisé auparavant.
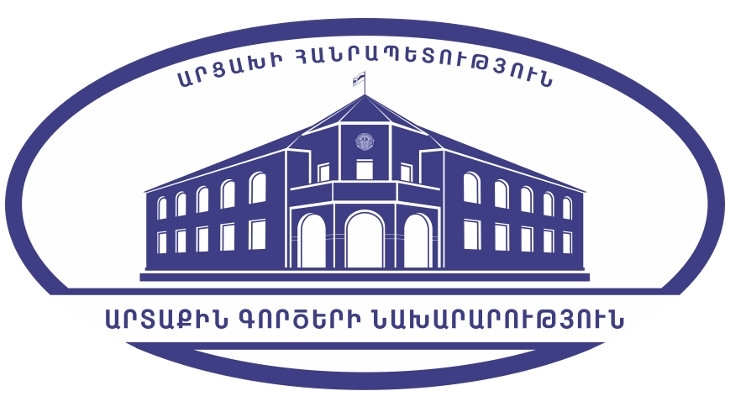
Logotype utilisé auparavant.
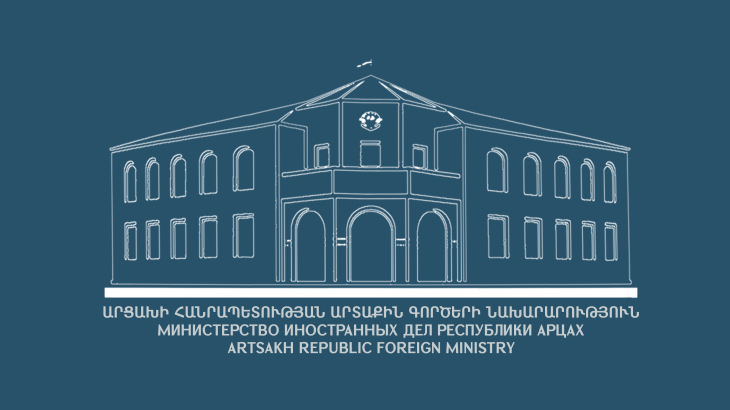
Logotype utilisé en 2023.